# P.J. Koets

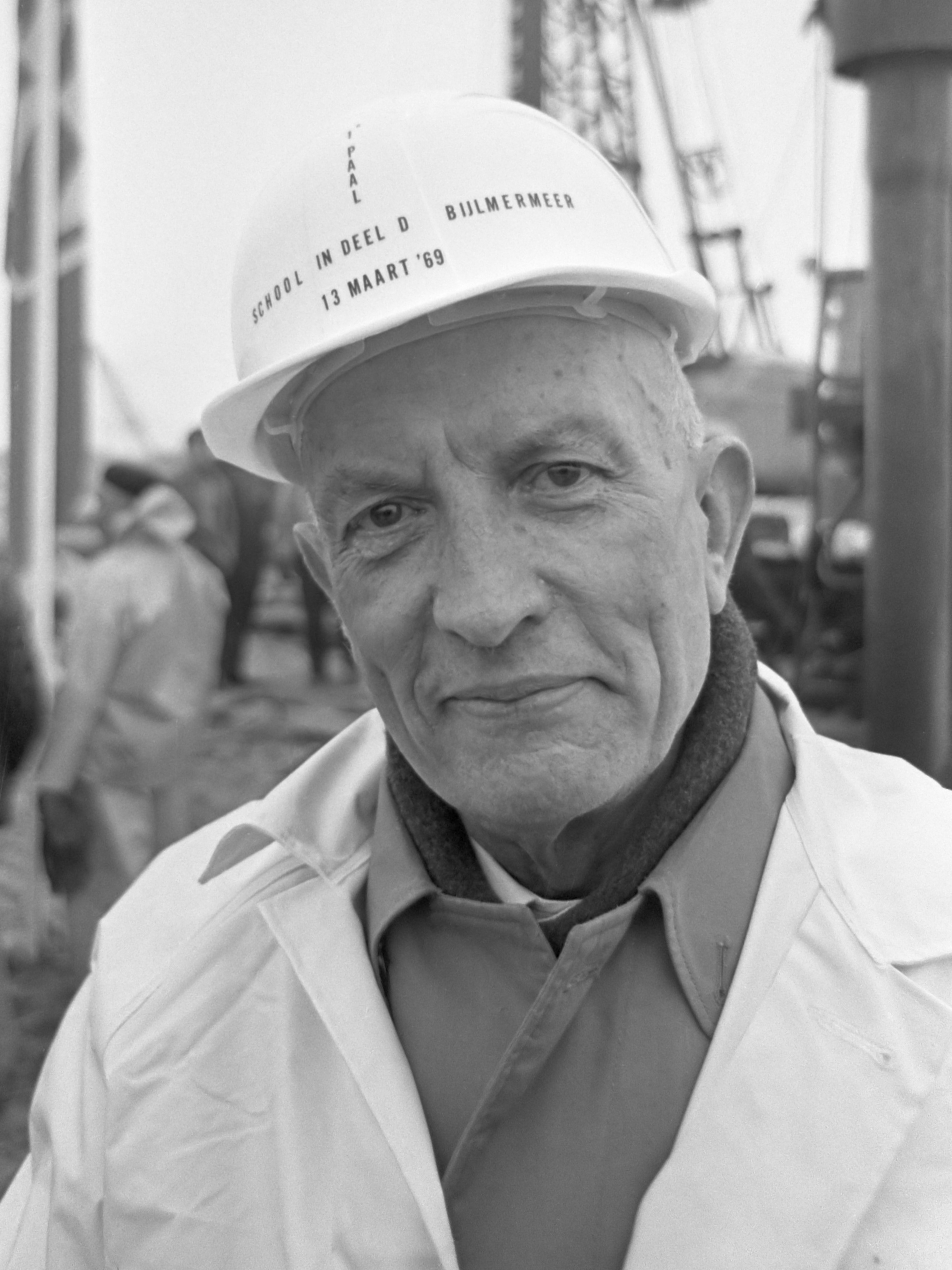
P.J. Koets (1969)

Peter John Koets, meestal bij zijn initialen aangeduid als P.J. Koets (Macon (Georgia), 3 november 1901 – Oegstgeest, 12 mei 1995), was een Nederlands leraar, journalist en politicus.

## Levensloop
Koets is geboren in Georgia, in de Verenigde Staten, en kwam in 1909 in Nederland, waar zijn vader leraar werd in Zetten aan het Christelijk Gymnasium. Hij doorliep deze school en studeerde van 1920 tot 1926 klassieke talen aan de Rijksuniversiteit Utrecht. Daarvoor was hij een jaar huisleraar in Londen en dat was hij na zijn studie ook twee jaar in Berlijn. Koets was een jaar leraar in Bussum. Hij huwde in 1928 en promoveerde in 1929. Van 1929 tot 1950 woonde hij in Nederlands-Indië, waar hij als leraar en schoolbestuurder op verschillende onderwijsinstellingen actief was. Koets ontmoette E. du Perron, met wie hij in de redactie van het tijdschrift Kritiek en Opbouw  zat. De jaren 1942 tot 1945 bracht hij door in Japanse gevangenschap. Koets, die reserveofficier was, werkte van 1942 tot 1944 als krijgsgevangene aan de Birma-spoorlijn en zat daarna voor 'illegale activiteiten' in een Japanse gevangenis in Singapore. Koets kreeg later de Verzetsster Oost-Azië 1942-1945 uitgereikt. Hij was kort directeur van het onderwijsdepartement en daarna van 1946 tot 1950 directeur van het kabinet van eerst luitenant-gouverneur-generaal Van Mook en vervolgens van diens opvolger Hoge Vertegenwoordiger van de Kroon Beel.
Het gezin Koets keerde in 1950 terug naar Nederland, waar hij kort leraar was aan het Barlaeus Gymnasium in Amsterdam. In 1951 werd hij, als opvolger van Van Heuven Goedhart, hoofdredacteur van Het Parool. In 1961 werd hij opgevolgd door Herman Sandberg. In 1962 werd hij verkozen tot raadslid in Amsterdam. Van 1962 tot 1970 was hij voor de Partij van de Arbeid (PvdA) wethouder van Amsterdam. Tevens was hij als wethouder locoburgemeester, onder anderen tussen het vertrek van Gijs van Hall tot de installatie van diens opvolger, Ivo Samkalden. Daarna woonde hij in Ellemeet.
- Bibliothèque nationale de France: cb12651540c (data)
- Biografisch Portaal: 65220374
- Digitale Bibliotheek voor de Nederlandse Letteren: koet006
- International Standard Name Identifier: 0000 0000 2484 8218
- Library of Congress Control Number: n81045617
- Nederlandse Thesaurus van Auteursnamen: 069109281
- Virtual International Authority File: 38235152
- WorldCat: E39PBJgMDfrCcM4VVMHbtHqmh3